# 云南贯众
云南贯众（学名：Cyrtomium yunnanense）为鳞毛蕨科贯众属下的一个种。其种加词“yunnanense”意为“云南的”。产中国云南（中部及南部）。模式标本采自云南景东。